# Rutilicus
Rutilicus eller Zeta Herculis (ζ Herculis, förkortat Zeta Her, ζ Her) som är stjärnans Bayerbeteckning, är en multipelstjärna belägen i västra delen av stjärnbilden Herkules. Den har en kombinerad skenbar magnitud på 2,81 och är synlig för blotta ögat. Baserat på parallaxmätningar inom Hipparcosuppdraget beräknas den befinna sig på ett avstånd av ca 35 ljusår (10,7 parsek) från solen.

## Egenskaper
Primärstjärnan Zeta Herculis A är en underjättestjärna som är något större än solen och just har börjat utvecklas bort från huvudserien, eftersom den förbrukat dess förråd av väte i kärnan. Den har en mindre följeslagare med en genomsnittlig vinkelseparation på 1,5 bågsekunder, vilket motsvarar en fysisk separation av cirka 15 astronomiska enheter. Detta avstånd är tillräckligt stort för att de två stjärnorna inte har någon betydande gravitationseffekt på varandra. Stjärnorna kretsar omkring varandra med en period på 34,45 år, i en omloppsbana med en halv storaxel på 1,33" och en excentricitet på 0,46.
Huvudstjärnan har spektralklass F9 IV och har en radie som är ca 2,6 gånger solens radie och en massa som är 1,45 gånger solens massa. Dess utstrålning av energi är mer än sex gånger solens ljusstyrka vid en effektiv temperatur på 5 820 K. Den sekundära komponenten, Zeta Herculis B, är ungefär lika stor och har lika stor massa som solen, med en effektiv temperatur på 5 300 K. Båda stjärnorna roterar långsamt. Det kan också finnas en svag tredje medlem i konstellationen, även om det är lite känt om denna.
Banan och annan information om dubbelstjärnan är dokumenterad i Washington Double Star Catalog. Magnitudskillnaden inom AB-paret är 1,52 ± 0,04 magnitud (vid våglängden 700 nm). Två astrometriska studier har misslyckats att verifiera en tredje komponent till AB-binären.
System ingår i Zeta Herculis Moving Group, en grupp av stjärnor med gemensam rörelse i rymden. Gruppen omfattar: φ 2 Pavonis, ζ Reticuli, 1 Hydrae, Gl 456, Gl 678 och Gl 9079.